# L'Ombre de Satan
Pour plus de détails, voir Fiche technique et Distribution.
L'Ombre de Satan (Devils of Darkness) est un film d'horreur britannique réalisé par Lance Comfort, sorti en 1965.

## Synopsis
En vacances en Bretagne avec ses amis Keith et Anne, Paul Baxter refuse de croire aux histoires locales des gitans à propos du Comte Sinistre, un vampire exécuté au XVIe siècle puis revenu à la vie pour tuer Tania, une jeune gitane devenue sa compagne. Parti explorer des cavernes, Keith meurt accidentellement tandis qu'Anne rencontre un étrange couple, l'aristocrate français Armand du Molière et sa femme. Tandis qu'elle se trouve au bord d'un lac avec lui, Anne découvre qu'il n'a pas de reflet : il s'agit du Comte Sinistre en personne. Peu de temps après, son corps est retrouvé noyé. Alors que la police refuse d'enquêter sur ces deux morts suspectes, concluant à un suicide pour Anne et à un accident pour Keith, Paul décide de mener son enquête lui-même. Avant de repartir en Angleterre, il récupère un talisman qu'il a découvert sur les lieux du crime d'Anne.
De retour à Londres, la série de meurtres continue. Un scientifique proche de Paul est à son tour assassiné par le Comte Sinistre qui souhaite récupérer le talisman indispensable pour ses messes noires et ses sacrifices humains. Poursuivi par le vampire, Paul rencontre le mannequin Karen qui est aussitôt enlevée par Sinistre. Paul n'a pas d'autre choix que de retourner en Bretagne pour la sauver et nuire à la secte secrète de Sinistre.

## Fiche technique
- Titre original : Devils of Darkness
- Titre français : L'Ombre de Satan ou Orgies sataniques ou Diable des ténèbres (Belgique) ou Orgie noire (Belgique)
- Réalisation : Lance Comfort
- Scénario : Lyn Fairhurst
- Montage : John Trumper
- Musique : Bernie Fenton
- Photographie : Frank Drake
- Production : Tom Blakeley
- Société de production et distribution : Planet Film Productions
- Pays d'origine :  Royaume-Uni
- Langue originale : anglais
- Format : couleur
- Genre : horreur
- Durée : 82 minutes
- Dates de sortie : 
  -  Royaume-Uni : septembre 1965
  -  France : 2 décembre 1970

## Distribution
- William Sylvester : Paul Baxter
- Hubert Noël : comte Sinistre
- Carole Gray : Tania
- Tracy Reed : Karen Steele
- Diana Decker : Madeleine Braun
- Rona Anderson : Anne Forest
- Peter Illing : inspecteur Malin
- Gerard Heinz : Bouvier
- Brian Oulton : le colonel
- Walter Brown : Bruno
- Eddie Byrne : docteur Robert Kelsey
- Victor Brooks : inspecteur Hardwick
- Marie Burke : la vieille gitane
- Marianne Stone : la duchesse
- Avril Angers : Midge